# العلاقات البرازيلية الكوستاريكية
العلاقات البرازيلية الكوستاريكية هي العلاقات الثنائية التي تجمع بين البرازيل وكوستاريكا.

## مقارنة بين البلدين
هذه مقارنة عامة ومرجعية للدولتين:
| وجه المقارنة                                              | البرازيل | كوستاريكا                                 |
| --------------------------------------------------------- | --- | ----------------------------------------- |
| المساحة (كم2)                                             | 8.52 مليون | 51.10 ألف                                 |
| عدد السكان (نسمة)                                         | 202.66 مليون | 4.91 مليون                                |
| الكثافة السكانية (ن./كم²)                                 | 23.79 | 96.09                                     |
| العاصمة                                                   | برازيليا، ريو دي جانيرو | سان خوسيه                                 |
| اللغة الرسمية                                             | برتغالية برازيلية، Brazilian Sign Language ‏ | اللغة الإسبانية                           |
| العملة                                                    | ريال برازيلي، كروزيرو ريال برازيلي ‏، كروزيرو البرازيلية (1990–1993)، البرازيلي كروزادو نوفو، كروزادو برازيلي، cruzeiro ‏، كروزيرو البرازيلية (1942–1967)، الريال البرازيلي (قديم) | كولون كوستاريكي                           |
| الناتج المحلي الإجمالي (بليون دولار)                      | 2.06 تريليون | 57.06 مليار                               |
| الناتج المحلي الإجمالي (تعادل القوة الشرائية) بليون دولار | 3.22 تريليون | 74.98 مليار                               |
| الناتج المحلي الإجمالي الاسمي للفرد دولار أمريكي          | 8.54 ألف | 11.26 ألف                                 |
| الناتج المحلي الإجمالي للفرد دولار أمريكي                 | 15.89 ألف | 14.92 ألف                                 |
| مؤشر التنمية البشرية                                      | 0.754 | 0.766                                     |
| رمز المكالمات الدولي                                      | +55 | +506                                      |
| رمز الإنترنت                                              | .br | .cr، قائمة نطاقات المستوى الأعلى للإنترنت |
| المنطقة الزمنية                                           | | 00                                        |

## منظمات دولية مشتركة
يشترك البلدان في عضوية مجموعة من المنظمات الدولية، منها:
| علم المنظمة | اسم المنظمة                                                          | تاريخ انضمام البرازيل | تاريخ انضمام كوستاريكا |
| ----------- | -------------------------------------------------------------------- | --------------------- | ---------------------- |
|             | وكالة حظر الأسلحة النووية في أمريكا اللاتينية ومنطقة البحر الكاريبي ‏ | ?                     | ?                      |
|             | الاتحاد البريدي العالمي                                              | ?                     | ?                      |
|             | يونسكو                                                               | 4 نوفمبر 1946         | 19 مايو 1950           |
|             | البنك الدولي للإنشاء والتعمير                                        | 14 يناير 1946         | 8 يناير 1946           |
|             | منظمة التجارة العالمية                                               | ?                     | ?                      |
|             | وكالة ضمان الاستثمار متعدد الأطراف                                   | 7 يناير 1993          | 8 فبراير 1994          |
|             | الاتحاد الدولي للاتصالات                                             | 4 يوليو 1877          | 13 سبتمبر 1932         |
|             | منظمة الشرطة الجنائية الدولية                                        | ?                     | ?                      |
|             | مؤسسة التمويل الدولية                                                | 31 ديسمبر 1956        | 20 يوليو 1956          |
|             | الأمم المتحدة                                                        | 24 أكتوبر 1945        | 2 نوفمبر 1945          |
|             | مؤسسة التنمية الدولية                                                | 15 مارس 1963          | 30 يونيو 1961          |
|             | الفريق المعني برصد الأرض                                             | ?                     | ?                      |
|             | منظمة حظر الأسلحة الكيميائية                                         | ?                     | ?                      |

## أعلام
هذه قائمة لبعض الشخصيات التي تربطها علاقات بالبلدين:
- سيلسو بورخيس (لاعب كرة قدم كوستاريكي، 27 مايو 1988[21] – )

## وصلات خارجية
- موقع وزارة الخارجية البرازيلية
- موقع وزارة الخارجية الكوستاريكية